# مزغا
مزغا (بالبلغارية: Музга)‏ قرية تقع إدارياً ضمن بلدية غابروفو ‏ في بلغاريا. ويبلغ عدد سكانها 122 نسمة حسب تعداد 15 مارس 2015. تعتمد مزغا للبريد على الرمز البريدي 5333.